# Timothy Drummond
Pour les articles homonymes, voir Drummond.
Timothy Drummond né le 5 mars 1988 au Cap, est un joueur de hockey sur gazon sud-africain,. Il évolue au poste de milieu de terrain au Haagse Hockeyvereniging aux Pays-Bas et avec l'équipe nationale sud-africaine.

## Carrière

### Coupe du monde
- Premier tour : 2014, 2018

### Coupe d'Afrique
- : 2013, 2017, 2022

### Jeux olympiques
- Premier tour : 2012, 2020